# Риверхед (Нью-Йорк)
Риверхед (англ. Riverhead) — город в округе Саффолк, штат Нью-Йорк, США, на северном побережье Лонг-Айленда. С 1727 года Риверхед является административным центром округа Саффолк, хотя большинство окружных управлений находится в Хауппауге. По данным переписи 2020 года, численность населения составляла 35 902 человека. Город расположен в устье реки Пеконик, от которой он и получил свое название. Внутри него находится небольшая деревушка Риверхед, которая является главным экономическим центром города. Город находится в 166 милях (267 км) к юго-западу от Бостона через паромную переправу Ориент-Пойнт-Нью-Лондон и в 76 милях (123 км) к северо-востоку от Нью-Йорка.
В начале 20-го века в город хлынул поток польских иммигрантов. Это привело к созданию Польского городка, части города и уездного центра, где ежегодно проводится популярная польская городская ярмарка.
Риверхед является сельскохозяйственным центром Лонг-Айленда, где 20 000 из 35 000 акров сельскохозяйственных угодий острова расположены в черте города. В городе также есть четыре отдельных пляжа, которые открыты круглый год. Железный пирс, Вброд-Ривер и Ривз-Бич предлагают доступ на лодках как местным жителям, так и гостям города.
Европейские колонисты приобрели землю Саутхолд у местных коренных американцев, говорящих по-алгонкински, и индейцев племени Шиннекок в 1649 году. Дополнительная часть была приобретена у полковника Дж. Уильяма Смита и разделена между поселенцами в 1742 году. Город Риверхед был создан в 1792 году как часть новой юрисдикции после Американской революции.